# Muzeum Miedzi w Legnicy

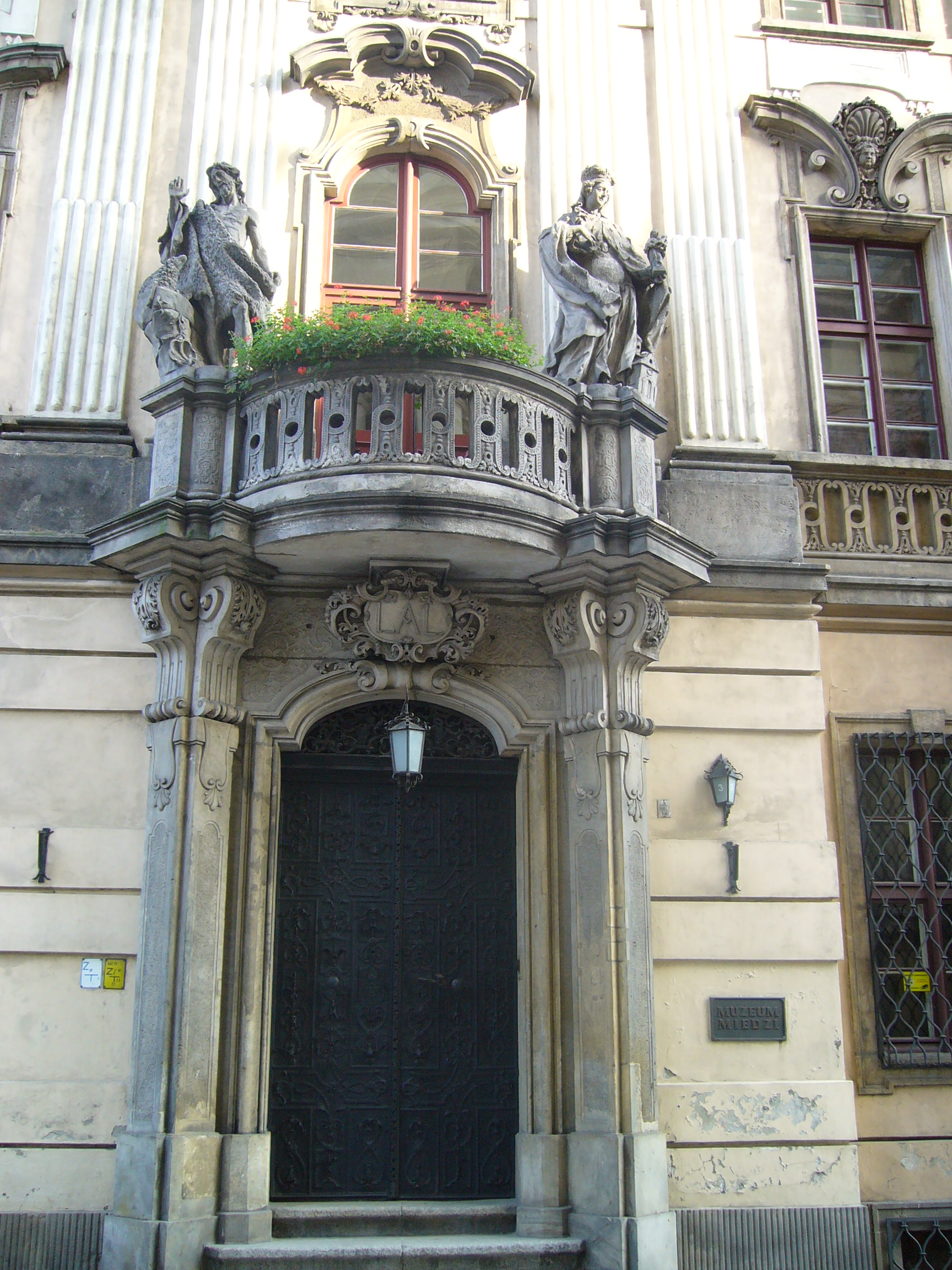
Wejście do muzeum

Muzeum Miedzi w Legnicy gromadzi zbiory związane z wydobyciem, przeróbką i zastosowaniem miedzi (minerały miedzi z całego świata, dawny i współczesny miedzioryt, zabytki techniki z zakresu górnictwa i hutnictwa miedzi, dawne i współczesne rzeźby kameralne z brązu, wyroby artystyczne i użytkowe z miedzi i jej stopów, kolekcję sztuki art déco), polskim złotnictwem współczesnym (dzieła artystów okresu międzywojennego i lat późniejszych oraz wykonane na legnicki konkurs srebra) oraz historią Legnicy i regionu legnickiego. Łącznie przez 60 lat funkcjonowania placówki zebrano ok. 30 tysięcy eksponatów, a w muzealnej bibliotece 8200 woluminów zwartych i 1700 tomów czasopism i liczby te stale rosną. 
Główną siedzibą muzeum jest zabytkowy, barokowy budynek dawnej kurii opatów z Lubiąża zlokalizowany w Legnicy przy zbiegu ulic św. Jana i Partyzantów, wzniesiony w 1728 (jeden z najcenniejszych zabytków architektury barokowej na Dolnym Śląsku). Do muzeum należy część budynku Akademii Rycerskiej, gdzie także prowadzi się działalność wystawienniczą. 
Muzeum  zostało utworzone w 1962 r. z inicjatywy Tadeusza Gumińskiego.
Do Muzeum Miedzi należy także 
- kaplica zamkowa św.św. Benedykta i Wawrzyńca w Legnicy (pawilon na dziedzińcu Zamku Piastowskiego z reliktami kaplicy z 1220 r.),
- największe na Dolnym Śląsku lapidarium[2].

Oddziałem Muzeum Miedzi jest Muzeum Bitwy Legnickiej w Legnickim Polu. 
Muzeum zawiaduje także ruchem turystycznym w Mauzoleum Piastów Śląskich w Legnicy. 
Dyrektorem muzeum od 2018 jest Marcin Makuch.